# تاکو، ساگا
۳۳°۱۷′ شمالی ۱۳۰°۷′ شرقی / ۳۳٫۲۸۳°شمالی ۱۳۰٫۱۱۷°شرقی
تاکو در استان ساگا در کشور ژاپن  واقع شده‌است  که دارای جمعیت ۲۲٬۱۶۵ نفر و مساحت ۹۶٫۹۳ کیلومتر مربع با تراکم جمعیت ۲۲۹  نفر در کیلومترمربع است و در تاریخ ۱ مه ۱۹۵۴ به عنوان شهر شناخته شد.